# 宮本政於
宮本 政於（みやもと まさお、1948年 - 1999年7月18日）は、日本の医学者、精神科医。厚生省医系技官。元厚生省課長補佐、検疫所検疫課長。専門は精神分析学、集団心理学。

## 略歴
- 麻布高等学校卒業
- 1973年 - 日本大学医学部卒業
- 1976年 - ミネソタ州立大学医学部レジデント（病棟医）
- 1978年 - コーネル大学医学部レジデント（病棟医）
- 1982年 - コーネル医科大学精神分析・神経科助教授
- 1984年 - ニューヨーク医科大学大学精神神経科助教授、アルコール医療病棟医長
- 1986年
  - 厚生省保健医療局精神保健課課長補佐
  - 防衛庁出向
  - 厚生省疾病対策課筆頭課長補佐
- 1990年
  - 関東信越地方医務局指導課長
  - 東京検疫所検疫課課長
- 1991年 - 横浜検疫所検疫課課長
- 1994年 - 神戸検疫所検疫課課長
- 1995年 - 厚生省懲戒免職

## 人物
横浜検疫所に在職中、マゾヒスティックで非合理的思考な役人・官庁の体質を痛烈に批判した『お役所の掟』を出版し、ベストセラーとなる。
1995年に無断欠勤などを理由に懲戒免職となり、厚生大臣に処分の取消しを求めて東京地裁に提訴したが、「阪神・淡路大震災で被災者救援などのため待機している時期と知りながら私的な目的で海外に無断渡航し、上司の帰国命令にも従わなかった」として敗訴した。
懲戒免職後はフランスで暮らしていたが、パリの病院にて結腸がんのため死去。

## 著書
- 『お役所の掟』講談社、1993年。 ISBN 978-4062064279
  - 『お役所の掟 ぶっとび霞が関事情』講談社+α文庫、1997年。ISBN 978-4062562058
  - 『お役所の掟―英文版』講談社インターナショナル、1994年。ISBN 978-4770019950
- 『在日日本人』ジャパンタイムズ、1993年。ISBN 978-4789007085
  - 新編 『「弱い」日本の「強がる」男たち お役所社会の精神分析』講談社+α文庫、1998年。ISBN 978-4062562522
- 『お役所のご法度 霞が関ムラの怖～いお仕置』講談社、1995年。ISBN 978-4062075053
- 『官僚の官僚による官僚のための日本』講談社+α文庫、1996年。ISBN 978-4062561532
- 『お役所の精神分析』講談社、1997年。ISBN 978-4062086387
- 『危機日本の「変われない病」 日本型リーダーの深層心理分析』講談社、1998年。ISBN 978-4062094740
- 佐高信と共著『官僚に告ぐ!』朝日新聞社、1996年／講談社文庫、2000年
- 筑紫哲也・C・W・ニコルと共著『他人の問題 自分の問題』講談社、1996年